# Карађоз
„Карађоз ” је југословенска телевизијска серија снимана од 1969. до 1971. године у продукцији ТВ Сарајево.

## Епизоде
| Сезона | Епизода | Назив                   | Датум             |
| ------ | ------- | ----------------------- | ----------------- |
| 1      | 1       | Лажни бакалин           | 31.децембра 1969. |
| 1      | 2       | Маћеха                  | 4. марта 1970.    |
| 1      | 3       | Варалица Фистик         | 11. марта 1970.   |
| 1      | 4       | Ђул и фидан             | 18. марта 1970.   |
| 1      | 5       | Зачарани писар          | 25. марта 1970.   |
| 1      | 6       | Хусаметин—бегови белаји | 1. априла 1970.   |
| 2      | 1       | Крвава Нигар            | 4. априла 1971.   |
| 2      | 2       | Шејтан на канафи        | 11. априла 1971.  |
| 2      | 3       | Цутахија                | 18. априла 1971.  |
| 2      | 4       | Приказе                 | 25. априла 1971.  |

## Улоге
| Глумац               | Улога                            |
| -------------------- | -------------------------------- |
| Рејхан Демирџић      | Хусаметин-бег (10 еп. 1969-1971) |
| Александар Мицић     | Фистик (10 еп. 1969-1971)        |
| Звонко Зрнчић        | Зејбек (10 еп. 1969-1971)        |
| Звонко Марковић      | Ћелал Ефендија (7 еп. 1970-1971) |
| Зијах Соколовић      | Хајдибеј (7 еп. 1970-1971)       |
| Етела Пардо          | (4 еп. 1970-1971)                |
| Зоран Бечић          | Челебија (4 еп. 1971)            |
| Гертруда Мунитић     | Нигар-Ханим (4 еп. 1971)         |
| Нада Пани            | (3 еп. 1969-1970)                |
| Дубравка Суњић       | (3 еп. 1970-1971)                |
| Александар Џуверовић | (2 еп. 1970)                     |
| Руди Алвађ           | Рибар (2 еп. 1970)               |
| Вера Миловановић     | Маћеха (2 еп. 1970-1971)         |
| Миралем Зупчевић     | (1 еп. 1970)                     |
| Биљана Петковић      | (1 еп. 1969)                     |
| Азра Ченгић          | (1 еп. 1970)                     |
| Бранко Рабат         | (1 еп. 1970)                     |
| Ранко Гучевац        | (1 еп. 1970)                     |
| Снежана Кнежевић     | (1 еп. 1970)                     |
| Сабахудин Курт       | (1 еп. 1970)                     |
| Биљана Вуковић       | (1 еп. 1970)                     |

Комплетна ТВ екипа  ▼
| Редитељ              | Јурислав Коренић       | (10 еп. 1969—1971)                |
| Редитељ              | Александар Јевђевић    | (6 еп. 1969—1970)                 |
| Сценариста           | Рејхан Демирџић        | (10 еп. 1969—1971)                |
| Сценариста           | Јурислав Коренић       | (10 еп. 1969—1971)                |
| Композитор           | Јурислав Коренић       | (непознат број епизода)           |
| Директор фотографије | Мирослав Свара         | (непознат број епизода)           |
| Mонтажер             | Ружица Цвингл          | (9 еп. 1970—1971)                 |
| Костимограф          | Хелена Волфрат Којовић | (непознат број епизода)           |
| Одсек за звук        | Љубомир Петек          | тонски сарадник (9 еп. 1970—1971) |